# Ernő Lendvai
Ernő Lendvai (* 6. Februar 1925 in Kaposvár; † 31. Januar 1993 in Budapest) war ein ungarischer Musikwissenschaftler. 

## Leben
Lendvai war mit der Pianistin Erzsébet Tusa verheiratet. 1949 zogen sie nach Szombathely und unterhielten eine Musikschule. Er beschäftigte sich vorwiegend mit dem Goldenen Schnitt und formulierte auch Schriften über das  Achsen-System, die akustische Skala und den Alpha-Akkord.

## Werke (Auswahl)
- Die Einheit des Kunstwerkes in Verdis Aida. Magánk., Budapest 2002
- Symmetrien in der Musik. Kodály-Institut, Kecskemét 1995
- Toscanini és Beethoven. Akkord, Budapest 1994
- Verdi and Wagner. International House, Budapest
- Bartóks dichterische Welt. 2001